# Зареченские женихи
«Заре́ченские женихи́» — советский короткометражный художественный телевизионный фильм, поставленный дебютантом Леонидом Миллионщиковым на киностудии «Мосфильм» по мотивам рассказа Алексея Леонова «Близненские женихи».

## Сюжет
Деревенский щёголь и ловелас Пётр Бычков наконец-то решает жениться, неверно растолковав шутливые слова деревенской девушки Тани Трифоновой о том, чтобы он приезжал к ней. И он приезжает вместе с весёлым дедом-сватом Коротайкой, но получает от «невесты» отказ, так как она влюблена в шофёра Мишку, вместе с которым и сбегает от незадачливого жениха на санях Коротайки…

## В ролях
- Евгений Леонов — Семён Захарович Коротайка, сват
- Виктор Филиппов — Пётр Игнатович Бычков, деревенский ловелас, «жених»
- Тамара Совчи — Таня Трифонова, «невеста»
- Олег Видов — Мишка Чернышёв, шофёр, настоящий возлюбленный Тани
- Варвара Владимирова — мать Тани
- Пётр Любешкин — Сергей Трифонов, отец Тани
- Ия Маркс — Мавра Кузминична, бабка Петра
- Дая Смирнова — Полина, сестра Мишки
- Жанна Александрова — Светка, подруга Тани
- Розалия Колесова — Прасковья
- Валентина Ананьина — Клаша
- Валентина Березуцкая — Варвара, любопытная соседка
- Зоя Исаева — любопытная соседка
- Анна Строганова — любопытная соседка (в титрах указана как А. Строгонова)
- Олеся Иванова — любопытная соседка (в титрах указана как А. Иванова)
- Виктор Маркин — Виктор Васильевич, режиссёр самодеятельного театра
- Николай Погодин — шофёр
- Александр Лебедев — шофёр
- Юрий Мартынов — Коля, актёр самодеятельного театра

## Интересные факты
- В фильме звучит песня «У всех по-разному» (музыка Евгения Птичкина, слова Игоря Шаферана) в исполнении Зои Харабадзе и Владислава Лынковского. Также, в сцене сна Бычкова, звучит песня «Каникулы любви» (музыка Хироси Миягава, слова Токико Иватани) в исполнении Эми Ито и Юми Ито, весьма популярная в СССР.
- Многие актёры, принимавшие участие в этом фильме, впоследствии снимались также в двух других фильмах Леонида Миллионщикова — «Меж высоких хлебов» и «Живите в радости».
- Фильм снимался в подмосковном селе Дмитровском.
- Заставка передачи «Спокойной ночи, малыши!», 1964 г. (начало).